# Charlieu (cratera)
Charlieu é uma cratera marciana. Tem como característica 19.1 quilômetros de diâmetro. Deve o seu nome a Charlieu, uma localidade da França.